# Гаспара Стампа
Гаспàра Стàмпа (на италиански: Gaspara Stampa; * ок. 1523, Падуа; † 23 април 1554, Венеция, Венецианска република) е италианска поетеса.
Нейните рими, замислени според модела на Петрарка, представляват една от най-интересните лирически колекции на 16 век. Приживе не е толкова популярна и е възхвалявана от съвременниците си главно заради музикалния си талант. Нейната слава възниква през периода на Романтизма. Днес тя се смята за най-значимата и изключителна от писателките на Ренесанса.

## Биография
Родена е в Падуа между 1520 и 1525 г., вероятно през 1523 г. като дъщеря на търговеца Бартоломео Стампа – бижутер, родом от Милано (по-рано биографите смятат, че тя произлиза от аристократично миланско семейство, но архивните изследвания от миналия век унищожават тази легенда, въпреки че някои продължават да вярват, че баща ѝ е потомък на по-млад клон на благородническо семейство). Баща ѝ умира, когато Гаспара е на осем години, и майка ѝ Чечилия – венецианка се завръща в родния си град с децата си Гаспара, Касандра и Балдасаре. Децата изучават литература, музика, история и рисуване. Момичетата са особено добри в пеенето и свиренето на лютня, вероятно поради обучението им при композитора Тутовале Менон. Също така неин учител е композиторът Перисоне Камбио, който ѝ посвещава редица мадригали, където той написва по-специално, че „нито една жена в света не обича музиката по начина, по който Вие, и никой не я разбира по начина, по който Вие“. Гаспара е известна с изпълнението на произведения от собствената си композиция в музикален съпровод и също пее произведенията на Петрарка.

Братът на Гаспара учи в Падуанския университет и пише стихове, които получават одобрението на известни писатели. Във Венеция Гаспара е посрещната от изисканото и образовано венецианско общество; вътре в него тя води елегантен и непринуден живот, като се отличава с красотата и качествата си. Домът ѝ се превръща в един от най-известните литературни салони във Венеция, посещаван от най-добрите художници, писатели и музиканти от региона на Венето между 1535 и 1540 г.,  а мнозина се стичат на певческите изпълнения на Гаспара по текстове на Петрарка. Джироламо Парабоско, поет и органист на Сан Марко, включва в книгата си Lettere amorose произведение, посветено на Гаспара. Франческо Сансовино ѝ посвещава своето преиздаване на „Амето“ на Бокачо, както и няколко свои произведения, включително Ragionamentro (1545) – есе за изкуството на любовта. Нейни приятели са поетът Джовани Дела Каза, Ортензио Ландо, Варки, Доменичи, Спероне Сперони и др. В академичния кръг, наречен Аакдемия на съмняващите се (Accademia dei Dubbiosi), Стампа – певица и изпълнителка на лютня използва псевдонима Анасила (Anassilla) в чест на нимфата Анаса, която използва и в своите стихове. 
Смъртта на 19-годишния ѝ брат–поет от болест през 1544 г. оказва силно влияние върху Гаспара и тя решава да стане монахиня, подтиквана по този път от сестра Паола Антония Негри. От брат ѝ остават сонетите, отпечатани заедно с тези на много по-известната Гаспара. Въпреки това, след дълга криза, тя се връща към нормалния живот във Венеция и започва връзка с граф Колатино ди Колалто (* 22 май 1523, Сузегана; † 1569), военен и поет, която продължава около 3 години (1548 – 1551). Именно на него са посветени повечето от достигналите до нас 311 нейни стихотворения. Отношенията им са прекъснати през 1551 г., очевидно в резултат на охлаждането на графа, вероятно поради многото му отсъствия от Венеция. Гаспара е съкрушена и преминава през дълбока духовна и религиозна криза. Тя изпада в депресия, но резултатът от този период е поредица от красиви, интелигентни и страстни стихове, в които тя най-накрая взема Колалто - поне за себе си. Поезията, пропита с мъчителна душевна болка, ѝ помага да оцелее и я довежда до слава. Само три нейни стихотворения обаче са публикувани през живота ѝ (№ LI, LXX и LXXV, в антологията на модерната поезия Il sesto libro delle rime di diversi eccellenti autori, 1553 г.). Тя не се радва на особена слава като поетеса, въпреки че очевидно някои от стиховете ѝ се разпространяват сред приятели и вероятно се подготвя книга за публикуване.
Достатъчно културна в сферата на литературата, изкуството и музиката, Гаспара е водена от силния заряд на своята личност да изживява свободно различни любовни преживявания, които дълбоко белязват нейния живот и нейното поетично творчество. Романтиците я виждат като новата Сафо (откъде идва епитетът „Сафо на нейното време“ в речника на Брокхаус и Ефрон по неин адрес, не е ясно), също и поради краткия ѝ живот, изживян по силно страстен начин. Историята на поетесата обаче трябва да бъде преоразмерена и поставена в контекста на социалния живот на времето, където социалните отношения, включително любовните, често отговарят на церемониал и поредица от точни условности.  
След граф Колалто тя има още един любовник, на когото посвещава няколко от сонетите си, свидетелстващи за нова надежда за щастие в сърцето ѝ. Но Гаспара не успява да възвърне душевния си мир и здраве, продължавайки да страда. 31-годишната поетеса умира във Венеция на 23 април 1554 г. след петнадесет дни чревна треска. Някои източници съобщават, че се е самоубила с отрова по любовни причини, други, че любовните болки са влошили здравето ѝ, за да я доведат до смърт от болест. Има и версии, че граф Колалто я е отровил или тя е починала от мъка, когато е чула, че той е женен. Последната версия е успешно опровергана, тъй като той е женен три години преди смъртта ѝ.

## Гаспара Стампа – куртизанка?
Има и следните биографични данни: „Става куртизанка от висшето общество, върти се в изискано общество от благородници, художници, които я ценят за нейната рядка красота и способност да „очарова“ другите. Краткият ѝ живот на свободна, без задръжки жена преминава през поредица от мимолетни и страстни романи, от които се откроява драматична връзка с граф Колатино ди Колалто. Но все пак е възможно информацията, че е била куртизанка, да е погрешна. Критиците често обсъждат този въпрос.  Предположението, че тя е била куртизанка, е изказано за първи път от Абделкадер Салза в неговата статия Madonna Gasparina Stampa secondo nuove indagini през 1913 г. и това предположение води до много спорове.
За разлика от две други венециански жени – куртизанките-поетеси Вероника Франко и Тулия Арагонска, чиито професии са запазени от много съвременни сметки и официални документи (например данъчни декларации, посочващи професията им), няма подобни източници за Гаспара Стампа. Абделкадер Салза разчита на писмо от монахинята Анджела Паоло, с която Гаспара е в кореспонденция, когато брат ѝ умира. В него монахинята, въпреки че призовава Гаспара да живее в манастир, въпреки усещанията на Салза не казва нищо, което да показва, че Гаспара се е занимавала с проституция. Той също така цитира някаква анонимна епиграма, където Гаспара е наречена „курва“. Заключенията му сега се смятат за малко пресилени. Съвременните изследователи в по-голямата си част са склонни да смятат, че въртейки се в интелектуалния кръг на ренесансовите хуманисти и дискутирайки с тях на равна нога, Гаспара наистина е имала любовници сред тях, но тя не е била професионална куртизанка, взимайки такси от своите посетители, но най-вероятно е тази, която се нарича виртуоза - тоест професионална певица. 
Всъщност този въпрос няма никакво значение, тъй като не се отразява по никакъв начин на нейната работа. Освен това във Венеция повече, отколкото в други италиански градове, уважаваните неомъжени жени могат да живеят самостоятелно. Тя свири музика пред смесена публика, посещава салони в домовете на мъжете и има отворен роман в стихове, което вероятно предполага, че Гаспара е бил маргинална личност. Но ако тази маргиналност я притеснява, то в стиховете тя не се проявява по никакъв начин.

## Творби
След смъртта ѝ сестра ѝ Касандра издава стихосбирката на Гаспара „Рими“ през 1554 г. с посвещение на Джовани Дела Каза, архиепископ на Беневенто, писател и литерат, който е приятел и на двете сестри. Колекцията включва 311 сонета, канцони и секстини. Повечето от произведенията са посветени на любовната история на Гаспара с граф Колатино ди Колалто. Творбите са  замислени според модела на Петрарка и представляват една от най-интересните лирични колекции на 16 век, включително „Ще горя, ще плача, ще пея“ (Arsi, piansi, cantai; piango, ardo e canto). Даниеле Понкироли дефинира тези рими по следния начин: „Човешки сложен, богат на „модерна“ психология, песенникът на Стампа, който нашата романтична чувствителност възприема преди всичко като пламенен любовен дневник, е засегнат от неспокойната оригиналност на една човешка история, „изповядана“ с женствена експанзия. Никоя друга песенна книга от 16 век не ни предлага такъв оживен документален и психологически интерес“.
Посмъртната колекция не е успешна. Гаспара Стампа остава само бележка под линия в историята на италианската литература, докато през 1738 г. в Рим граф Антонио Рамбалдо (потомък на граф Колалто), с помощта на Луиза Бергали, публикува препечатка на нейните стихове. Той намира първото издание в архива на семейството си и се решава на да издаде ново, „желаейки по някакъв начин да изпълни своя дълг към паметта на една толкова изключителна поетеса“. За това издание той поръчва да гравира портрети на поетесата и на нейния любовник, негов прародител (в първото издание има само нейният портрет). Това второ издание става популярно, допринасяйки за разрастването на романтичната легенда за Гаспара, която се разпространява в Италия през следващите два века. Работата на Стампа е истински оценена през епохата на Романтизма.
Колекцията на Гаспара е нещо като дневник: тя изразява едновременно радост и разочарование. Използва различни видове стихове – сонети, мадригали, канцони, секстини, капитули. Според Сонет II тя се среща с графа по Коледа и това е любов от пръв поглед. Тя е последвана от период на щастие, а след това от съмнение, разрив и страдание. След това има няколко сонета, посветени на нов любовник. Те не са толкова ярки като предишните и имат по-приглушени тонове, но показват, че в сърцето ѝ е влязла нова надежда. Предполага се, че сборникът дължи повествователната си структура не на авторката, а на нейната сестра, която евентуално е подредила стиховете в такъв ред, че да направят нужното впечатление.
Нейната стихия са преките чувства и изповедта. Основната тема на творбите ѝ е любовната история с Колалто. „Те изобразяват стъпка по стъпка развитието на страстта към любимия във всичките ѝ променливи проявления, от най-голямото щастие до горчивото отчаяние; отличават се със страстен патос”. „Поетесата го сравняваше с всички богове на древния Парнас, но не можеше и не искаше да скрие неговата жестокост и непостоянство“. „Тя бе поетеса против волята си. Тя пишеше за себе си и за него: тези сонети бяха само писма от тяхната кореспонденция, компресирани и пламенни страници на нейния личен дневник“.
Руският филолог и поет Иля Голенищев-Кутузов отбелязва, че страстната поезия на Стампа нарушава каноните на поезията на Петрарка: вместо към непостижим идеал тя се обръща към „земната любов и земните страсти“. Тя използва традицията на Петрарка, опростена в образи и лексикални форми: „Цитатите от Петрарка в стихотворенията на Гаспара Стамп са многобройни, но поетесата не успява да се придържа напълно към необходимия стил и тя използва лексиката и схемите на Петрарка доста повърхностно и опростено“. Особено ценни за нейните стихове са преките чувства и изповедността.
От професията на музикант Стампа има, както казва италианският литературен критик Еторе Бонора, „импулса да развие своята любовна лирика в слаба и разнообразна мелодична текстура, изсветлявайки поетиката на Петрарка, която също присъства в нея, във форми, които често докосват изяществото и лесната завладяемост на популярни компоненти", и по-специално в групата на мадригалите „мелодичната виртуозност успява да изкупи почти конвенционалната лекота на образите, превръща думата във въздишка, както ще се случи с толкова много мелодраматична поезия, че именно от мадригалите е взела началото на така жалните си движения“. 
- Rime di madonna Gaspara Stampa, Venezia, Plinio Pietrasanta 1554

## Гаспара Стампа в културата
- Симон Вуе (1590–1642) я изобразява като Калиопа в своята картина „Аполон и музите“, Будапеща.
- Якопо Кабианка пише „Гаспара Стампа“ драма в стихове“ (Jacopo Cabianca. Gaspara Stampa dramma in versi.). Пиесата включва следните герои: Гаспара, нейната сестра, граф Колалтино, Биче Контарини, Лоренцо Венирея и художника Чезарино да Мурано.
- Диодато Салуцо Роеро пише повеста „Гаспара Стампа" [28]
- Германският поет Райнер Мария Рилке споменава Гаспара в първата от своите „Дуински елегии“, която често се смята за едно от най-великите му произведения: „Мисли ли достатъчно за Гаспара Стамп? Достоен пример, така че всяко момиче, от което си тръгна любимият, мечтаеше: ще стана ли такава, обичаща?“.
- В началото на 20 век една от нейните прочути фрази: „Да живееш пламенно и да не изпитваш болка“ („viver ardendo e non sentire il male“) ще избере за свой жизнен принцип един от автобиографичните герои на Габриеле Д’Анунцио – Стелио Ефрена, главният герой на романа „Огън“ ("Il fuoco"), за да подчертае специалното му отношение към живота.
- Същият сонет, от който е взет този стих, привлича вниманието на композитора Джилберто Боско, който пише „Dedica“ за сопран, флейта, кларинет и горна(1982).

- В редица италиански градове има улици, носещи нейното име: Падуа, Торино, Триест, Рим, Реджо Емилия, Палермо, Каляри, Римини, Милано, Модена, Фрозиноне, Тревизо, Абиатеграсо, Аверса, Новента Падована, Корато, Камайоре, Фано, Доло, Куарту Сант'Елена, Фелтре, Анцио, Чернуско сул Навильо.